# Impressió de construccions
La impressió de construccions fa referència a diverses tecnologies que utilitzen impressió 3D com a forma de construir edificis. Els avantatges potencials d'aquest procés inclouen una construcció més ràpida, costos de treball més baixos i la producció de menys residus.
Els desenvolupaments en tecnologies de fabricació additiva han fet possible la construcció d'habitatges mitjançant impressores 3D les quals són capaces de produir edificis estructurals, aquest avanç tecnològic ha aconseguit introduir un nou concepte en construcció barata i ràpida, l'empresa xinesa Xangai WinSun Decoration Design Engineering Co, ha arribat a construir 10 cases en un dia.

## Història
El desenvolupament tecnològic relacionat amb aquesta tècnica va començar en la dècada de 1960, amb el bombat de formigó i d'escumes d'isocianat.

## Construcció a l'espai
La impressió 3D a gran escala pot ser convenient per a la construcció d'estructures extraterrestres en la Lluna o altres planetes on les condicions mediambientals són menys adequades per a les pràctiques de construcció de treball humà intensiu. La NASA ha proposat fer construccions a l'espai amb aquest mètode.